# 後彎齒龍屬
後彎齒龍屬（學名：Aublysodon）是一屬肉食性恐龍，由約瑟夫·萊迪於1868年所命名。牠的模式標本出土於美國的上白堊紀地層，但只有一些個別的前上頜骨牙齒，所以牠目前的狀態是一個疑名。這些牙齒肯定是屬於暴龍科的幼年個體，卻沒有可以進一步分類的特徵。

## 命名
在19世紀中至末期，有很多恐龍分類單元只是從個別的牙齒來命名，就如糙齒龍、古蜴甲龍及傷齒龍。在北美洲的惡地發現暴龍之前，很多當時的古生物學家認為這些長及尖的牙齒都是屬於一種殘暴的恐龍所有。
在1868年，萊迪將這些無鋸齒邊緣的前上頜骨牙齒，命名為後彎齒龍，屬名來源已不可考，可能意為「後側平滑的牙齒」。後彎齒龍的牙齒發現於蒙大拿州的朱迪斯河組附近。這種根據牙齒命名的趨勢，持續了一段時間，但使許多其他部分的骨頭，無法與牙齒歸類於同一分類。

## 化石
在後彎齒龍的牙齒之後，於1980年代在美國蒙大拿州發現了一個部份頭顱骨，被分類於後彎齒龍。這個長而狹窄的頭顱骨名為「Jordan theropod」，有著同樣的尖銳牙齒，長度與人類手臂差不多長。這個頭骨最初被認為是種大型馳龍科，在2004年，湯瑪斯·卡爾（Thomas Carr）、湯瑪斯·威廉森（Thomas Williamson）認為該頭骨是種暴龍科的幼年個體。
新墨西哥州發現的一個部份骨骼，被歸類於後彎齒龍。同樣在2004年，卡爾等人認為該化石可能屬於懼龍。
在2006年，蒙大拿州東部的茱蒂斯河組發現了一個幾乎完整的暴龍科骨骼，身長5到6公尺。由於前上頜骨牙齒缺乏鋸齒邊緣，以及類似「Jordan theropod」的長而低矮的頭骨，這個標本也被歸類於後彎齒龍。這個標本類似「Jordan theropod」與亞洲的未成熟暴龍亞科，顯示該標本是個懼龍或其近親的幼年體。
後彎齒龍的模式標本已經遺失，加上牙齒與幼年暴龍亞科的相似處，後彎齒龍被視為是個無效屬。

## 目前狀態
隨著其他獸腳亞目的出現，很多古生物學家都不認為後彎齒龍是一個有效的屬，牠被普遍認為只是暴龍亞科的幼龍。後彎齒龍的長而低矮口鼻部、無鋸齒邊緣牙齒、以及往上彎的齒骨尖端，都是幼年暴龍亞科的特徵。

## 物種
模式種：
- 奇異後彎齒龍（A. mirandus）：只有牙齒的模式種，包含了部份似鳥龍及恐齒龍的牙齒。

其他種：
- 巨大後彎齒龍（A. amplus）及冠後彎齒龍（A. cristatus）：曾一度包含在模式種內，但現已被認為是屬於暗脈龍（暴龍的異名）。
- 分散後彎齒龍（A. explanatus）：疑名，被包括在近爪牙龍內。
- 大後彎齒龍（A. grandis）：疑名，等同於大恐齒龍。
- 恐怖後彎齒龍（A. horridus）：疑名，等同於恐怖恐齒龍。
- 側後彎齒龍（A. lateralis）：疑名，等同於側恐齒龍。
- 火焰山後彎齒龍（A. huoyanshanensis）：從鄯善龍而來，現相信是幼年的勇士特暴龍。
- 蘭斯後彎齒龍（A. lancensis）：包含在矮暴龍中。
- 兰斯後彎齒龍（A. lancinator）：即勇士特暴龍。
- 莫氏後彎齒龍（A. molnari）：即為「Jordan theropod」，發現於蒙大拿州。喬治·奧利舍夫斯基（George Olshevsky）於1992年將其改為暗脈龍的模式種，但似乎是幼年的雷克斯暴龍。
- 納瓦霍後彎齒龍（A. novojilovi）：被認為是幼年的勇士特暴龍。

## 外部連結
- The Dinosaur Encyclopedia https://web.archive.org/web/20070405153608/http://www.dinoruss.org/de_4/index.htm
- 後彎齒龍的簡介 （页面存档备份，存于）